# Idioma harappa
L'idioma harappa (també conegut com a idioma protoíndic o idioma de Mohenjo-Daro) és un idioma desconegut de la cultura de la vall de l'Indus (les ciutats més conegudes de la qual són Harappa i Mohenjo-Daro (civilització de la vall de l'Indus), de l'edat del bronze (al II mil·lenni ae).
L'idioma no es troba testificat en cap font contemporània llegible. Les hipòtesis quant a la seua naturalesa es redueixen a suposats préstecs i la influència del substrat, sobretot del substrat en el sànscrit vèdic i uns pocs termes registrats en cuneïforme sumeri (com la zona que els sumeris anomenaven Melukha, que podria referir-se a la cultura de l'Indus), juntament amb l'anàlisi dels signes hindús, encara sense desxifrar.
Hi ha una sèrie d'hipòtesis sobre la naturalesa d'aquest idioma desconegut:

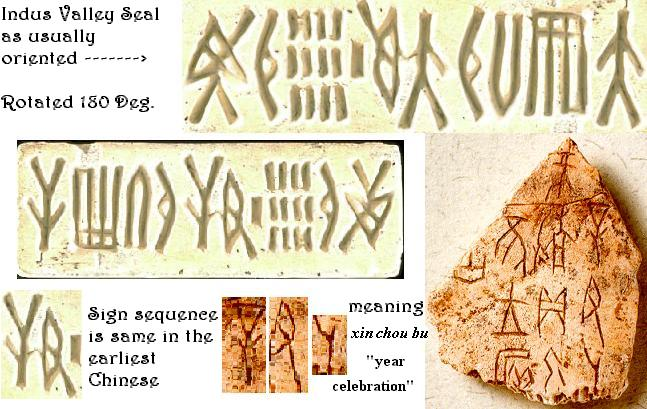
Comparació entre les lletres hindús i els caràcters xinesos antics

- Podria ser un idioma indoeuropeu, proper o idèntic als idiomes protoindoiranians, suggerit per Shikaripura Ranganatha Rao.[1]

- La hipòtesi elamodravídica el situa en el veïnatge de l'elamita o del dravídic, potser idèntic al protodravídic. Això, ho recolza Iravatam Majadevan, Asko Parpola i Kamil Zvelebil.[2][3]

- Michael Witzel (2001), com a alternativa a la hipòtesi elamodravídica, suggereix un idioma subjacent, prefixat, que seria semblant a l'austroasiàtic, en particular el khasi, al qual anomena paramunda (és a dir, un idioma relacionat amb el subgrup dels idiomes munda o altres idiomes austroasiàtics, però no estrictament descendents del darrer antecessor comú de la família contemporània munda).[4][5]

- Un fílum perdut, és a dir, un idioma sense continuadors vius (o tal vegada el darrer reflex del moribund idioma nihali). En aquest cas, l'únic rastre deixat pel llenguatge IVC seria la influència en el substrat històric, en particular, el substrat en el sànscrit vèdic (mitjan II mil·lenni ae).

- Un idioma semític: Malati Shendge (1997) identificà la cultura harappa amb un Imperi asura, i aquest amb els assiris.[6]

Hi ha un grapat de manlleus possibles que reflecteixen el llenguatge de IVC. El meluhha sumeri podria derivar d'un terme nadiu per a l'IVC, també reflectit en el sànscrit mleccha; i Witzel (2000) suggereix que l'arbre sumeri GIŠ šimmar pot ser afí a l'arbre Bombax ceiba (anomenats en el Rigveda).
La teoria té significació política en el comunalisme indi: les hipòtesis dravídiques i indoeuropees han estat abraçades per nacionalistes dravídics i hindús, respectivament.